# Vailimia longitibia
Vailimia longitibia is een spinnensoort in de taxonomische indeling van de springspinnen (Salticidae).
Het dier behoort tot het geslacht Vailimia. De wetenschappelijke naam van de soort werd voor het eerst geldig gepubliceerd in 2011 door Guo, Zhang en Zhu.